# Talki (gromada)
Talki – dawna gromada, czyli najmniejsza jednostka podziału terytorialnego Polskiej Rzeczypospolitej Ludowej w latach 1954–1972.
Gromady, z gromadzkimi radami narodowymi (GRN) jako organami władzy najniższego stopnia na wsi, funkcjonowały od reformy reorganizującej administrację wiejską przeprowadzonej jesienią 1954 do momentu ich zniesienia z dniem 1 stycznia 1973, tym samym wypierając organizację gminną w latach 1954–1972.
Gromadę Talki z siedzibą GRN w Talkach utworzono – jako jedną z 8759 gromad na obszarze Polski – w powiecie giżyckim w woj. olsztyńskim na mocy uchwały nr 13 WRN w Olsztynie z dnia 4 października 1954. W skład jednostki weszły obszary dotychczasowych gromad Bielskie, Malinka, Okrągłe, Radzie, Skomack Mały i Talki ze zniesionej gminy Talki w tymże powiecie. Dla gromady ustalono 10 członków gromadzkiej rady narodowej.
1 stycznia 1960 do gromady Talki włączono wsie Danowo i Konopki Małe oraz przysiółek Wyłudki ze zniesionej gromady Konopki Wielkie w tymże powiecie.
31 grudnia 1967 do gromady Talki włączono część obszaru PGL nadleśnictwo Giżycko (142 ha) z gromady Zelki oraz część obszaru PGL nadleśnictwo Giżycko (93 ha) z gromady Miłki w tymże powiecie.
Gromada przetrwała do końca 1972 roku, czyli do kolejnej reformy gminnej.